# Vespadelus caurinus
Vespadelus caurinus is een vleermuis uit het geslacht Vespadelus die voorkomt in Kimberley (West-Australië) en Top End (Noordelijk Territorium) in Australië. Daar leeft hij in allerlei habitats, van moessonbos tot grasland. Hij komt ook voor op vele nabijgelegen eilanden. Hij slaapt in grotten, oude mijnschachten of andere holen. Van oktober tot februari worden er jongen geboren, één of twee per worp. In sommige classificaties wordt deze soort tot V. pumilus gerekend.
V. caurinus is een kleine Vespadelus met een grijsbruine vacht. De huid is donkerbruin tot zwart. De kop-romplengte bedraagt 32 tot 40 mm, de staartlengte 24 tot 35 mm, de voorarmlengte 26,6 tot 31,7 mm, de oorlengte 8 tot 12 mm en het gewicht 2,3 tot 4,2 g.
Vespadelus baverstocki · 
Vespadelus caurinus · 
Vespadelus darlingtoni · 
Vespadelus douglasorum · 
Vespadelus finlaysoni · 
Vespadelus pumilus · 
Vespadelus regulus · 
Vespadelus troughtoni · 
Vespadelus vulturnus